# Semaine des As 2010
Navigation
Le Havre 2009 Pau 2011
La 8e édition de la Semaine des As de basket-ball s'est déroulée du 18 au 21 février 2010 à l'Astroballe de Villeurbanne et a vu la victoire de l'ASVEL devant son public.

## Contexte
La compétition devait initialement se dérouler au Palais des Sports de Besançon. Avec la rétrogradation du club hôte, le Besançon Basket Comté Doubs en Pro B. La ville de Villeurbanne se porte alors volontaire pour organiser l'évènement.
Les huit participants sont déterminés à l'issue des matchs allers du championnat de Pro A. Les huit premiers, ou les sept premiers dans le cas où le club hôte, l'ASVEL, ne figure pas parmi ces huit premiers, disputent la compétition. Celle-ci se dispute sous la forme d'une coupe, à élimination directe sur un match.
Les huit équipes qualifiées sont dans l'ordre du classement: Le Mans, Cholet, Gravelines, Nancy qui constituent le premier chapeau des têtes de série pour le tirage au sort, et Orléans, Roanne, Vichy, ce dernier se qualifiant aux dépens de Hyères Toulon au point-average général. l'ASVEL, qui, de par son budget et son recrutement à l'inter-saison, devait dominer le championnat n'obtient sa participation que par sa position de club hôte. À l'issue des matchs allers, le club n'occupe que la dixième place.
Le tirage au sort s'est déroulé lors de la mi-temps du choc de Pro B, Limoges CSP Élite face à l'Élan béarnais Pau-Lacq-Orthez le 28 janvier.

## Résumé
Après un début de compétition poussif face à Gravelines, l'ASVEL a mieux joué face à Roanne (ce dernier éliminant Nancy au tour précédent), obtenant une victoire probante en demi-finale.
De son côté, Orléans, après avoir battu Cholet en quart de finale, s'est imposé en demi-finale face à Vichy, surprenant tombeur du Mans, équipe alors à la tête du championnat de France.
Lors de la finale, de grande qualité, l'ASVEL, dans sa salle, s'est imposée face à une équipe orléanaise pourtant favorite, mais par la plus petite des marges (70 à 69), grâce notamment à un 6-0 dans les derniers instants de la rencontre. Son ailier Mindaugas Lukauskis, auteur de 18 points lors de ce match, a été élu MVP de la compétition. Après la finale de la Semaine des As 2009 et celle du championnat de France 2009, c'est la troisième finale consécutive perdue par Orléans. Philippe Hervé, entraineur de l'Entente Orléanaise, a mis en cause l'arbitrage, particulièrement lors du troisième quart-temps.

## Tableau
|  | Quarts de finale   | Quarts de finale  | Quarts de finale   | Quarts de finale  |                   |                   | Demi-finales       | Demi-finales       | Demi-finales       | Demi-finales       |  |  | Finale             | Finale             | Finale             | Finale             |
|  |                    |                   |                    |                   |                   |                   |                    |                    |                    |                    |  |  |                    |                    |                    |                    |
|  | 18 février - 18h   | 18 février - 18h  | 18 février - 18h   | 18 février - 18h  |                   |                   | 20 février - 18h15 | 20 février - 18h15 | 20 février - 18h15 | 20 février - 18h15 |  |  | 21 février - 18h45 | 21 février - 18h45 | 21 février - 18h45 | 21 février - 18h45 |
|  | 18 février - 18h   | 18 février - 18h  | 18 février - 18h   | 18 février - 18h  |                   |                   | 20 février - 18h15 | 20 février - 18h15 | 20 février - 18h15 | 20 février - 18h15 |  |  | 21 février - 18h45 | 21 février - 18h45 | 21 février - 18h45 | 21 février - 18h45 |
|  | 4                  | Nancy             | 68                 | 68                |                   |                   | 20 février - 18h15 | 20 février - 18h15 | 20 février - 18h15 | 20 février - 18h15 |  |  | 21 février - 18h45 | 21 février - 18h45 | 21 février - 18h45 | 21 février - 18h45 |
|  | 4                  | Nancy             | 68                 | 68                |                   |                   | 20 février - 18h15 | 20 février - 18h15 | 20 février - 18h15 | 20 février - 18h15 |  |  | 21 février - 18h45 | 21 février - 18h45 | 21 février - 18h45 | 21 février - 18h45 |
|  | 6                  | Roanne            | 90                 | 90                |                   |                   | 20 février - 18h15 | 20 février - 18h15 | 20 février - 18h15 | 20 février - 18h15 |  |  | 21 février - 18h45 | 21 février - 18h45 | 21 février - 18h45 | 21 février - 18h45 |
|  | 6                  | Roanne            | 90                 | 90                | Roanne            | Roanne            | 73                 | 73                 |                    |                    |  |  | 21 février - 18h45 | 21 février - 18h45 | 21 février - 18h45 | 21 février - 18h45 |
|  | 18 février - 20h30 |                   |                    |                   | Roanne            | Roanne            | 73                 | 73                 |                    |                    |  |  | 21 février - 18h45 | 21 février - 18h45 | 21 février - 18h45 | 21 février - 18h45 |
|  |                    |                   | Lyon-Villeurbanne  | Lyon-Villeurbanne | 82                | 82                |                    |                    |                    |                    |  |  | 21 février - 18h45 | 21 février - 18h45 | 21 février - 18h45 | 21 février - 18h45 |
|  | 3                  | Gravelines        | Lyon-Villeurbanne  | Lyon-Villeurbanne | 82                | 82                | 52                 | 52                 |                    |                    |  |  | 21 février - 18h45 | 21 février - 18h45 | 21 février - 18h45 | 21 février - 18h45 |
|  | 3                  | Gravelines        | 20 février - 20h45 |                   |                   |                   | 52                 | 52                 |                    |                    |  |  | 21 février - 18h45 | 21 février - 18h45 | 21 février - 18h45 | 21 février - 18h45 |
|  | H                  | Lyon-Villeurbanne | 55                 | 55                |                   |                   |                    |                    |                    |                    |  |  | 21 février - 18h45 | 21 février - 18h45 | 21 février - 18h45 | 21 février - 18h45 |
|  | H                  | Lyon-Villeurbanne | 55                 | 55                | Lyon-Villeurbanne | Lyon-Villeurbanne | 70                 | 70                 |                    |                    |  |  |                    |                    |                    |                    |
|  | 19 février - 18h   |                   |                    |                   | Lyon-Villeurbanne | Lyon-Villeurbanne | 70                 | 70                 |                    |                    |  |  |                    |                    |                    |                    |
|  |                    |                   | Orléans            | Orléans           | 69                | 69                |                    |                    |                    |                    |  |  |                    |                    |                    |                    |
|  | 1                  | Le Mans           | Orléans            | Orléans           | 69                | 69                | 93                 | 93                 |                    |                    |  |  |                    |                    |                    |                    |
|  | 1                  | Le Mans           |                    |                   |                   |                   |                    |                    |                    |                    |  |  |                    |                    |                    |                    |
|  | 7                  | Vichy             | 97ap               | 97ap              |                   |                   |                    |                    |                    |                    |  |  |                    |                    |                    |                    |
|  | 7                  | Vichy             | 97ap               | 97ap              | Vichy             | Vichy             | 67                 | 67                 |                    |                    |  |  |                    |                    |                    |                    |
|  | 19 février - 20h45 |                   |                    |                   | Vichy             | Vichy             | 67                 | 67                 |                    |                    |  |  |                    |                    |                    |                    |
|  |                    |                   | Orléans            | Orléans           | 82                | 82                |                    |                    |                    |                    |  |  |                    |                    |                    |                    |
|  | 2                  | Cholet            | Orléans            | Orléans           | 82                | 82                | 64                 | 64                 |                    |                    |  |  |                    |                    |                    |                    |
|  | 2                  | Cholet            |                    |                   |                   |                   |                    | 64                 |                    |                    |  |  |                    |                    |                    |                    |
|  | 5                  | Orléans           | 71                 | 71                |                   |                   |                    |                    |                    |                    |  |  |                    |                    |                    |                    |
|  | 5                  | Orléans           | 71                 | 71                |                   |                   |                    |                    |                    |                    |  |  |                    |                    |                    |                    |
|  |                    |                   |                    |                   |                   |                   |                    |                    |                    |                    |  |  |                    |                    |                    |                    |

## MVP de la compétition
Mindaugas Lukauskis (Villeurbanne)

## Les vainqueurs
Entraîneur :  Vincent Collet
Assistants :  Pierre Tavano, Nordine Ghrib
| Numéro | Nom                          | Né en | Taille | Nationalité | Poste |
| 7      | Laurent Foirest              | 1973  | 1,97   | France      | 3     |
| 9      | Aymeric Jeanneau             | 1978  | 1,85   | France      | 1     |
| 10     | Benjamin Dewar               | 1981  | 1,96   | États-Unis  | 2-3   |
| 12     | Ali Traoré                   | 1985  | 2,08   | France      | 5     |
| 13     | Eric Campbell                | 1977  | 1,99   | États-Unis  | 4     |
| 8      | Curtis Borchardt             | 1980  | 2,13   | États-Unis  | 5     |
| 6      | Paul Lacombe (Espoir)        | 1990  | 1,90   | France      | 1-2   |
| 16     | Bangaly Fofana               | 1989  | 2,10   | France      | 5     |
| 5      | Mindaugas Lukauskis          | 1979  | 1,98   | Lituanie    | 4-3   |
| 14     | Kristjan Kangur              | 1982  | 2,01   | Estonie     | 4     |
| 11     | TJ Parker                    | 1984  | 1,86   | France      | 1-2   |
| 21     | Victor Samnick               | 1979  | 2.03   | France      | 5     |
| 15     | Octavio Da Silveira (Espoir) | 1989  | 2.04   | France      | 4     |
| 18     | Jérôme Sanchez (Espoir)      | 1990  | 1.95   | France      | 3     |
| 17     | Rawle Marshall               | 1982  | 2.00   | Guyana      | 4-3   |